# Стереогенна ланка
Стереогенна ланка (рос. тереогенное звено), англ. stereogenic unit (stereogen/stereoelement)) — угруповання в хімічній частинці, що може розглядатись як фокус стереоізомерії. Принаймні одне з таких угруповань повинно бути в кожному енантіомері (хоч наявність стереогенних ланок не обов'язково робить відповідний хімічний індивід хіральним). Виокремлюють три основних типи для молекулярних індивідів, що включають атоми, які мають не більше від чотирьох замісників.
- 1. Угруповання атомів, що складається з центрального атома та чітко розрізнюваних лігандів, так що обмін місцями будь-яких двох замісників приводить до стереоізомера. Типовим прикладом тут є асиметричний атом (центр хіральності).
- 2. Ланцюг з чотирьох не компланарних атомів (чи жорстких груп) у такій стабільній конформації, коли уявне чи реальне обертання (зі зміною знака торсійного кута) навколо центрального зв'язку приводить до стереоізомера.
- 3. Угруповання атомів, що складається з подвійного зв'язку з замісниками, що приводить до цис-транс ізомерії.

Синоніми — стереоген, стереоелемент.
Стереоблок — найменший набір, складений з однієї, двох чи трьох послідовних конфігураційних основних ланок, що повторюється в макромолекулі.